# 이정식 (정치인)
이정식(李正植, 1961년 2월 23일~)은 한국노동조합총연맹 출신의 제9대 고용노동부 장관이다.

## 학력
- 1977~1980년 대전고등학교(59회)
- 1981~1985년 서울대학교 경제학과 학사
- 2006~2008년 숭실대학교 대학원 노사관계학 석사

## 경력
- 1986. 6. 한국노동조합총연맹 정책실 연구위원
- 1993. 한국노동조합총연맹 조사부장
- 1996. 3. 한국노동조합총연맹 정책기획조정국장
- 2000. 5. 노사정위원회 근로시간단축특별위원회 위원
- 2000. 6. 한국노동조합총연맹 대외협력본부장 겸 홍보국장
- 2002. 6. 한국노동조합총연맹 기획조정본부장
- 2003. 5. 한국사회민주당 대변인
- 한국노동조합총연맹 투쟁상황실장
- 최저임금심의위원회 연구위원
- 파견근로자연구회 연구위원
- 제1·2기 노사관계개혁위원회 전문위원
- 제1-3기 노사정위원회 전문위원
- 21세기노사관계 연구회장
- 2004~2008 서울디지털대학교 겸임교수
- 2004. 11.~2006. 12. 강동석 건설교통부 장관실 정책보좌관
- 2007. 1.~2010. 8. 고용노동부 경기지방노동위원회 상임위원회 위원
- 2010~2012 경상대학교 행정대학원 겸임교수
- 2011. 3.~2013. 2. 한국노동조합총연맹 사무1처장 겸 정책본부장
- 2011. 4.~2017. 5. 최저임금위원회 근로자위원
- 2011. 12.~2017. 3. 건설근로자공제회 비상임이사
- 2012. 3.~2013. 3. 경제사회발전노사정위원회 세대간상생위원회 근로자위원
- 2013. 3.~2014. 2. 한국노동조합총연맹 중앙연구원장
- 2014. 3.~2017. 3. 한국노동조합총연맹 사무처장
- 2017. 4.~2020. 4. 노사발전재단 사무총장
- 삼성전자 자문위원
- 2021. 3.~2022. 4. 한국기술교육대학교 인력개발학과 초빙교수
- 2022. 5.~2024. 8. 고용노동부 장관
- 2022. 7.~2023. 7. 국민통합위원회 당연직 위원
- 2022. 12.~2024. 8. 저출산고령사회위원회 정부위원
- 2023. 7.~2024. 8. 대통령 직속 지방시대위원회 당연직위원
- 국민경제자문회의 당연직위원